# Sean Baker
Sean Baker (ur. 26 lutego 1971 w Summit) – amerykański reżyser i scenarzysta filmowy, uznany twórca kina niezależnego. W swojej twórczości najczęściej opowiada o ludziach z grup marginalizowanych, m.in. imigrantach i pracownikach seksualnych.
Do jego ważniejszych dzieł należą filmy: Mandarynka (2015), Projekt Floryda (2017), Red Rocket (2021) i Anora (2024). Ostatni z nich przyniósł mu Złotą Palmę na 77. MFF w Cannes oraz cztery indywidualne statuetki Oscara (za reżyserię, scenariusz, montaż i jako producent najlepszego filmu roku).